# Gamay

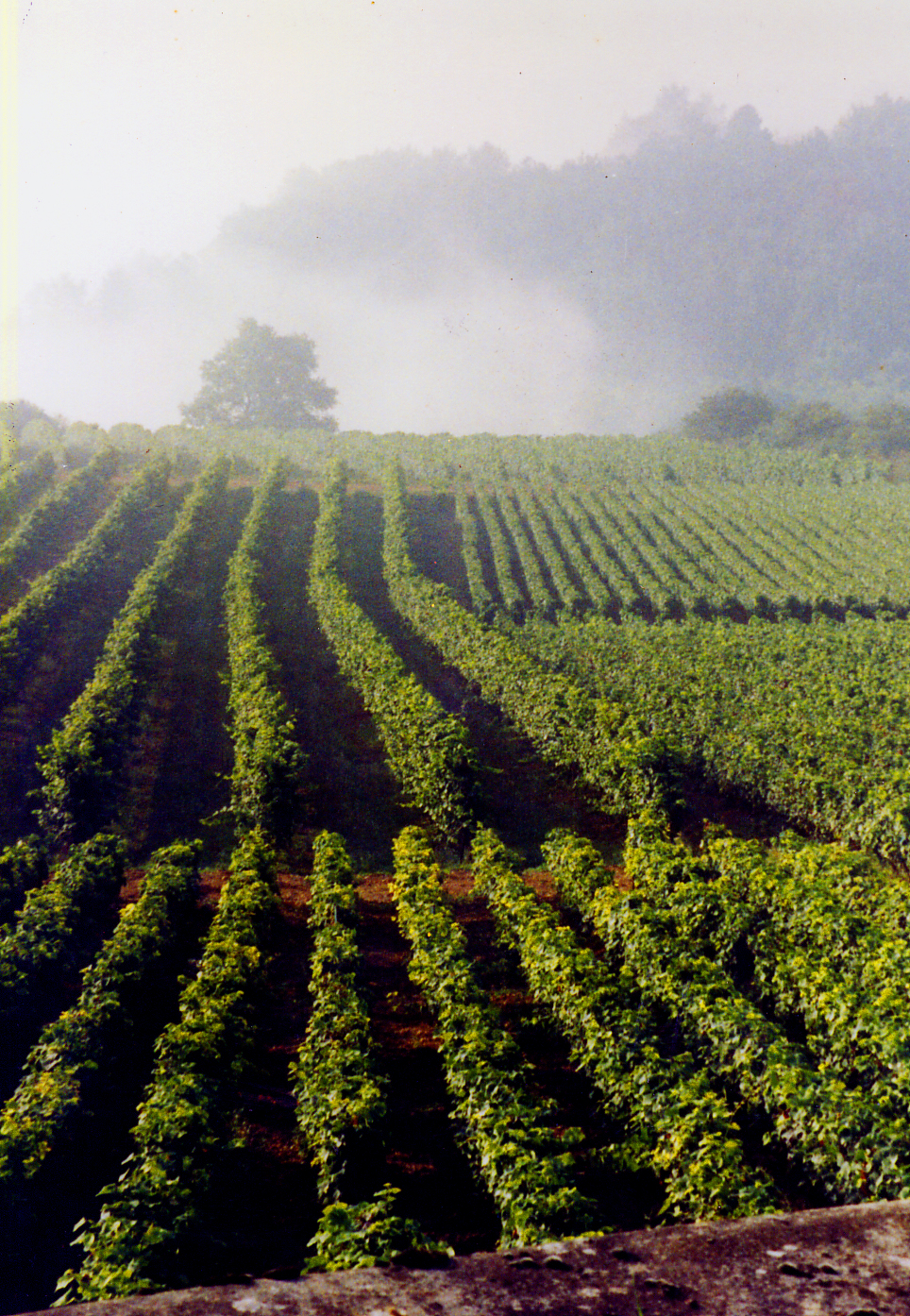
Winnica w La Rochepot, Côtes de Beaune. Na pierwszym planie gęsto sadzony gamay, w tle pinot noir

Gamay (właśc. gamay noir à jus blanc) – czerwony szczep winny pochodzący z Francji. Odmiana jest naturalną krzyżówką odmian pinot noir i heunisch weiss. Czasami odmianę kékfrankos (blaufränkisch) mylnie nazywa się gamay noir.

## Rozpowszechnienie
Wczesne dojrzewanie predestynuje szczep do uprawy w chłodniejszym klimacie.
Odmiana gamay jest rozpowszechniona we Francji (siódma co do popularności wśród szczepów czerwonych) i uprawiana na 29 698 ha (2010), z tendencją spadkową (6,5% od 2008). Głównymi rejonami upraw jest obszar w północnej dolinie Rodanu i na południu Burgundii, gdzie rosną dwie trzecie francuskich krzewów gamay. Na większą skalę odmiana występuje jeszcze w dolinie Loary. Największą popularność wśród win produkowanych z gamay osiągnęły wina z (regionu Beaujolais).
Winnice gamay znajdują się także w Szwajcarii (1382 ha w 2014 roku), we Włoszech w Dolinie Aosty i na niewielką skalę w Wielkiej Brytanii oraz w Ameryce Północnej.

## Wina
Wina z gamay są przeważnie produkowane z użyciem maceracji węglowej i powinny być konsumowane jako młode. Kilkunastoletni potencjał starzenia wykazują wina z niektórych wyróżnionych apelacji (cru) w regionie Beaujolais, winifikowane poprzez fermentację moszczu (np. Moulin-à-Vent, Brouilly, Fleurie, Juliénas). Te wina są często starzone w beczkach.
Czerwone wina gamay mają bardzo żywy, błyszczący kolor w różnych odcieniach czerwieni (wiśniowy, karminowy, rubinowy, purpurowy, szkarłatny), zawsze w ich jasnych wersjach. Wino jest wyraźnie owocowo-kwiatowe, o zauważalnym poziomie kwasowości. Aromat charakteryzuje się dużym bogactwem nut owoców czerwonych (wiśnia, truskawka, czarna porzeczka, jeżyna, malina), owoców białych (jabłko, gruszka, agrest) i przypraw (karmel, kakao). Aromat gruszkowy przypisuje się maceracji węglowej.